# 岡野道子
岡野 道子（おかの みちこ、1979年1月 - ）は、日本の建築家。株式会社COA一級建築士事務所共同主宰。芝浦工業大学建築学部准教授。埼玉県生まれ。

## 経歴
- 1979年 埼玉県生まれ[4][5]
- 1997年 東洋英和女学院高等部卒業[6][7]
- 2001年 東京理科大学理工学部建築学科卒業[7]
- 2003年 同大学院理工学研究科建築学専攻修士課程修了（小嶋一浩研究室）[8]
- 2005年 東京大学大学院工学系研究科博士課程中途退学（曲渕英邦研究室）[7]
- 2015年 伊東豊雄建築設計事務所退所（2005年入所）[5]
- 2016年 岡野道子建築設計事務所設立[5]
- 2016年 東京理科大学非常勤講師[7]
- 2017年 芝浦工業大学建築学部建築学科特任准教授[5]
- 2022年 同准教授[5]
- 2022年 株式会社COA一級建築士事務所に改称

## 受賞
- 2022年 NSDプロジェクト 若槻養護学校施設整備基本計画プロポーザル 最優秀賞[9]
- 2017年 「甲佐町住まいの復興拠点施設整備事業」プロポーザル最優秀賞[10]

## 主な作品

### 岡野道子建築設計事務所
- 2018年： 宮城野の家[11]
- 2017年： Kyoto ZEN Residence
- 2016年： 益城町テクノ本格型みんなの家[12]
- 2016年： 檸檬ホテル "lemon hotel"[13]

### 伊東豊雄建築設計事務所
- 2013年： 岩沼みんなの家[14]
- 2011年： 今治市伊東豊雄建築ミュージアム
- 2008年： CapitaGreen/キャピタ・グリーン
- 2008年： 座・高円寺

### 大学院
- 2004年： KASAOKA LOUNGE
- 2004年： スペースブロックハノイモデル

## 主な出演番組

### テレビ
- セブンルール（フジテレビ系列、2019年1月29日 23:00-23:30）[15]